# Haliophasma alaticauda
Haliophasma alaticauda is een pissebed uit de familie Anthuridae. De wetenschappelijke naam van de soort is voor het eerst geldig gepubliceerd in 1966 door Amar.